# Albert Adriaan Hendrik Hosang
Albert Adriaan Hendrik Hosang (Tilburg, 30 mei 1867 – Laren, 23 maart 1924) was een Nederlands burgemeester.

## Leven en werk
Hosang werd geboren als zoon van Samuel Jacob Hosang, ontvanger der Registratie en Domeinen, en Elizabeth van Heusden. Hij trouwde in 1896 met Johanna Wilhelmina Constance Boddens (1870-1939). Uit dit huwelijk werden onder anderen Jacob Eliza Boddens Hosang en Johan Adriaan Hosang geboren die beiden ook burgemeester zouden worden.
Hosang werd in 1892 secretaris van de gemeente Nieuwerkerk aan den IJssel. In 1895 volgde zijn benoeming tot burgemeester van Blaricum, vanaf 1898 gecombineerd met het ambt van gemeentesecretaris.
In 1903 waren er onrusten tussen boeren uit Laren en Blaricum en de Tolstojaanse kolonie in Blaricum. Hosang riep de hulp van het leger in om de bevolking in bedwang te houden. Toen een van de erfgooiers werd doodgeschoten door een militair, leidde dit tot Kamervragen omdat de burgemeester op grond van de Gemeentewet niet de bevoegdheid zou hebben om het leger in te schakelen. Er volgden echter geen consequenties voor Hosangs positie en in 1907 vierde hij zijn 12½-jarig jubileum als burgemeester. In 1910 waren er ongeregeldheden rond de kermis, waarbij Hosangs optreden ter discussie werd gesteld, en werd hij bovendien gearresteerd op verdenking van valsheid in geschrifte. De burgemeester was op dat moment wegens overspannenheid al enige tijd onder behandeling. Hij vroeg en kreeg daarop zijn ontslag. Hosang werd veroordeeld tot gevangenisstraf.
In 1924 overleed Hosang, na een langdurige ziekte, op 56-jarige leeftijd. Hij werd begraven in Apeldoorn.